# 鄶の滅亡
鄶の滅亡（かいのめつぼう）は、紀元前769年に鄭が鄶を滅ぼした戦争。

## 攻略戦
太史伯は鄭の桓公に天下形勢を分析した。太史伯は周の東都の成周付近発展し、まずは鄶と虢に財物と妻子を預け、次に両国を滅ぼし、根拠地を取得するように提案した。
鄭は留の地に東遷した。周の幽王の敗死後、鄭の武公二年（紀元前769年）、鄭伯と鄶の君主の夫人が通姦し、鄭は出兵して鄶を滅ぼした。鄭は鄶の故地に遷都した。